# Russ Kun
Russ Joseph Kun (sinh ngày 8 tháng 9 năm 1975) là một chính khách Nauru. Ngày 29 tháng 9 năm 2022, ông trở thành tổng thống Nauru thứ 16 sau khi giành chiến thắng cuộc bầu cử tổng thống quốc gia. Ông cũng là nghị sĩ của Nghị viện Nauru kể từ ngày 11 tháng 6 năm 2013.